# Берцано-ді-Сан-П'єтро
Берцано-ді-Сан-П'єтро (італ. Berzano di San Pietro, п'єм. Bersan) — муніципалітет в Італії, у регіоні П'ємонт,  провінція Асті.
Берцано-ді-Сан-П'єтро розташоване на відстані близько 510 км на північний захід від Рима, 21 км на схід від Турина, 30 км на північний захід від Асті.
Населення — 410 осіб (2014).
Щорічний фестиваль відбувається 29 червня. Покровитель — святий Петро.

## Демографія
Населення за роками:

Станом на 1 січня 2023 року в муніципалітеті офіційно проживало 79 іноземців з 16 країн, серед них 32 громадяни країн Євросоюзу.

## Сусідні муніципалітети
- Альбуньяно
- Араменго
- Казальборгоне
- Чинцано
- Монкукко-Торинезе